# Jonquille
Die Jonquille (Narcissus jonquilla) ist eine Pflanzenart in der Gattung der Narzissen (Narcissus) aus der Familie der Amaryllisgewächse (Amaryllidaceae). Von dem Botaniker John W. Blanchard wird diese Art in die Sektion Jonquillae gestellt.

## Beschreibung
Die Jonquille ist eine schlanke Narzisse, die Wuchshöhen von bis zu 40 Zentimeter erreicht und damit eine der längsten Blütenstandsschäfte unter den Narzissenarten hat. Ihre Laubblätter sind schmal, fast stielrund und binsenähnlich und mittelgrün.
Die Blüte ist einheitlich goldgelb, duftend und weist einen Durchmesser von bis zu 3 Zentimeter auf. Die Hauptkronblätter sind spitz, die Nebenkrone ist nur 4 Millimeter hoch, aber 1 Zentimeter breit.

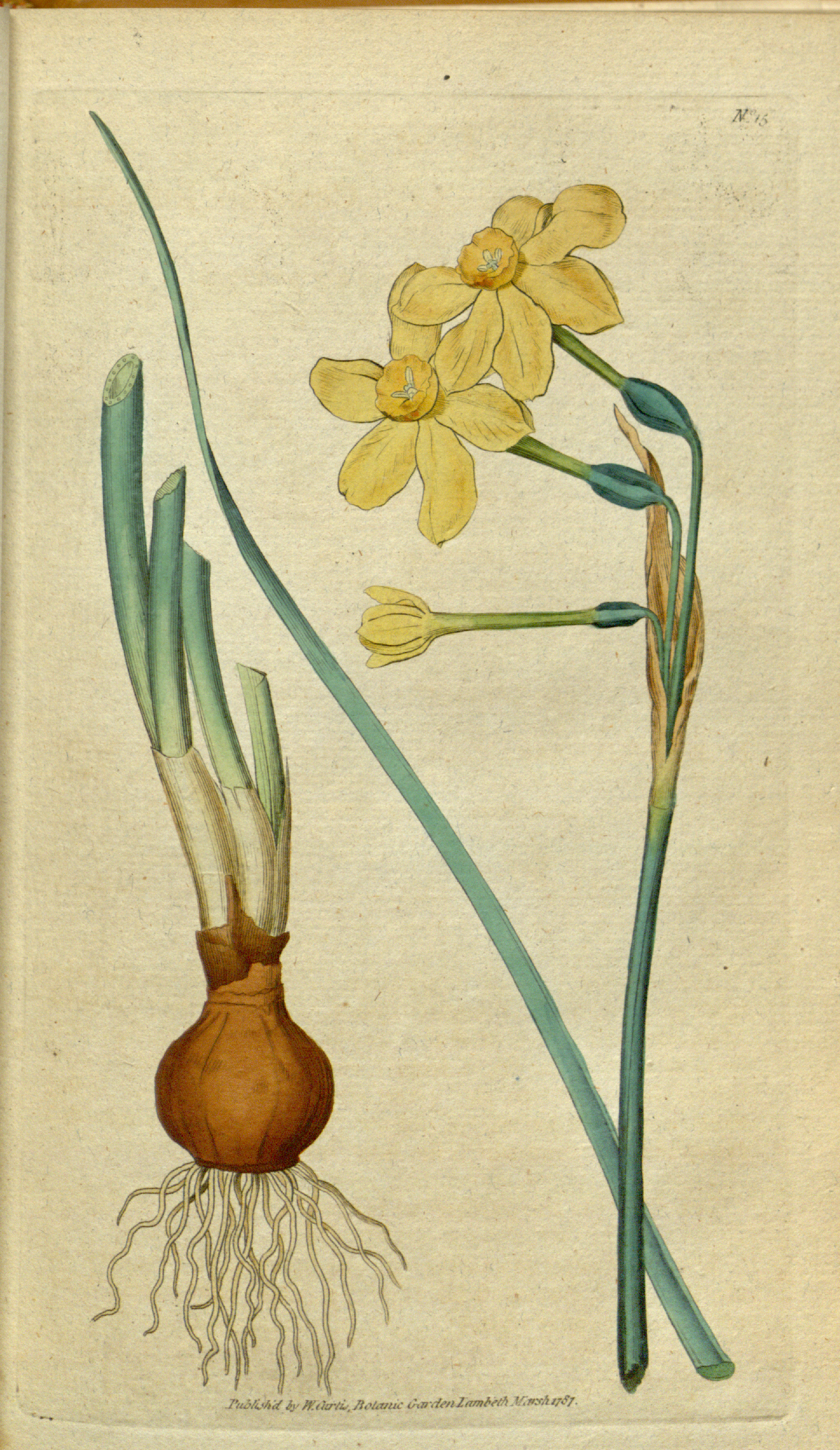
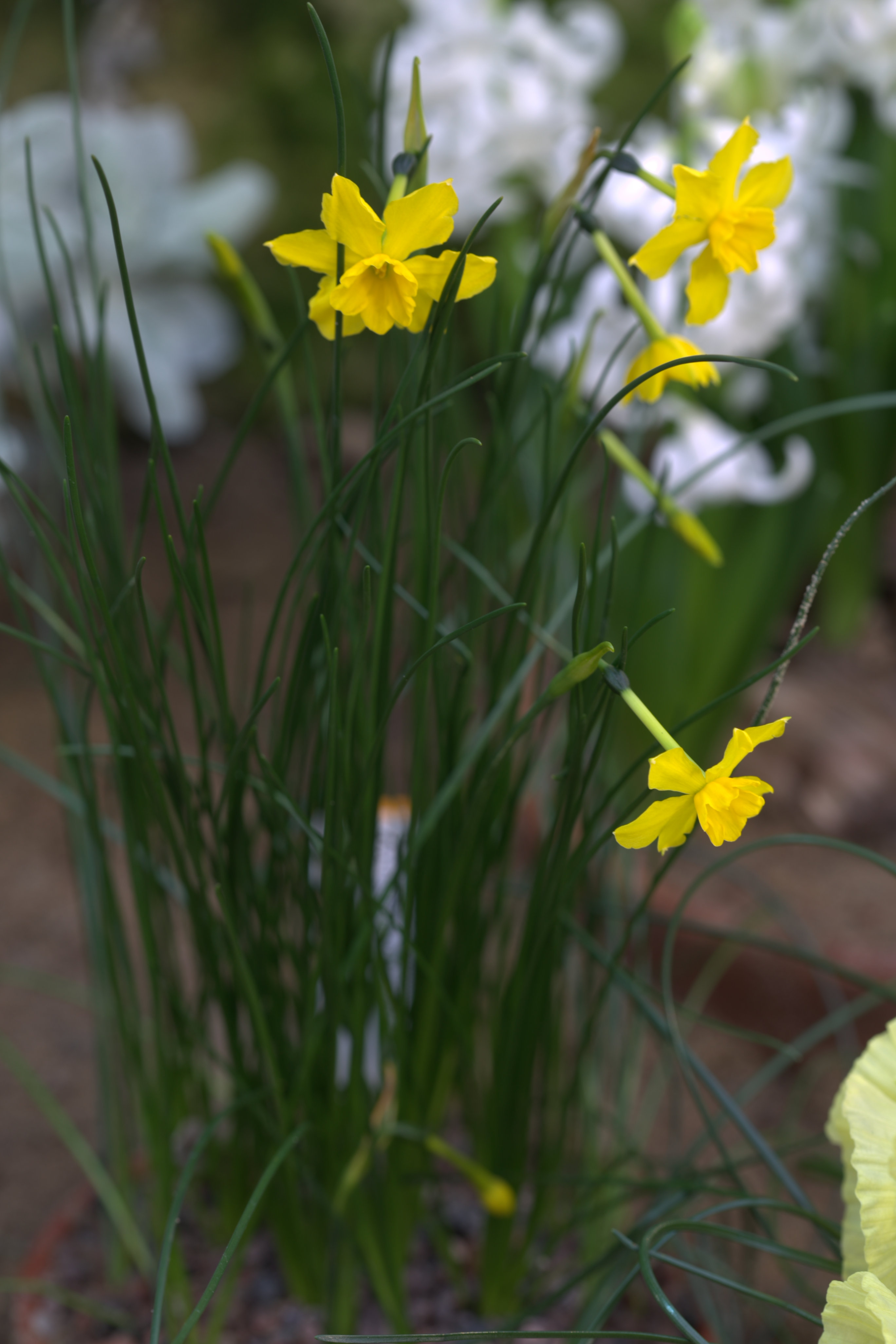

## Verbreitung
Die Art war ursprünglich nur auf der Iberischen Halbinsel verbreitet. Sie kam jedoch verhältnismäßig früh in die Gartenkultur. Als Gartenflüchtling ist sie verwildert und bildet in Südfrankreich, Italien und Dalmatien wilde Populationen.

## Weblink
- Narcissus jonquilla in der Roten Liste gefährdeter Arten der IUCN 2013.2. Eingestellt von: Lansdown, R.V. & Barreto Caldas, F, Moreno Saiz, J.C., 2011. Abgerufen am 8. Mai  2014.